# Lotus 1-2-3
Lotus 1-2-3 és un full de càlcul creat per Lotus Software (empresa que forma part d'IBM en l'actualitat). Va ser la primera killer application dels ordinadors personals d'IBM; la seva gran popularitat a mitjans dels anys 1980 va contribuir en l'èxit del computador en ambients corporatius.

## Els inicis
Lotus (Lotus Development Corporation) va ser fundada per Mitch Kapor, un amic dels programadors de la VisiCalc. L'1-2-3 fou escrit per Jonathan Sachs, qui havia escrit 2 programes de full de càlcul anteriorment, quan treballava per Concentric Data Systems, Inc.
El 26 de gener de 1983 es va presentar la primera versió de la 1-2-3, i el mateix any va superar en vendes al VisiCalc, i va esdevenir el líder del mercat en els sistemes DOS. A diferència del Microsoft Multiplan, estava més pròxim al model del VisiCalc, inclosa la numeració "A1" (files en nombres i columnes en lletres), i menús desplegables. No tenia gaires errades en el càlcul i era molt ràpida, en part perquè la 1-2-3 estava programada en ensamblador.
Aquest full de càlcul era emprat en el test litmus per verificar la compatibilitat dels "clònics" respecte de l'IBM PC de mitjans dels anys 80, juntament amb el Microsoft Flight Simulator (en l'apartat gràfic). Com que els fulls de càlcul necessiten estar carregats a la memòria resident, tenia capacitat per gestionar la EMS i XMS, quelcom important tenint en compte el límit dels 640 KiB.

## Característiques
A part de full de càlcul, podia crear gràfics i diagrames i tenia certa capacitat en operacions de base de dades. Tenia comandes que podien ser accionats per una sola tecla, permetia justificar el text, però a partir de la versió 2.0, l'afegiment de les macros i els add-ins van contribuir en la seva popularitat (es venien paquets de macros i add-ins dedicats a tasques financeres entre d'altres); la sintaxi d'aquestes macros era similar a la d'un interpretador de BASIC (versions posteriors suportaven múltiples fulls de càlcul, a part que el llenguatge de programació emprat per escriure-les és el C).
Suportava gràfics Enhanced Graphics Adapter en equips IBM PC/AT i VGA en PS/2. Les primeres versions usaven l'extensió "WKS". En la versió 2.0, passa a ser "WK1" i després, "WK2". Ja en la versió 3.0, "WK3" i "WK4" en la versió 4.0.

## El declivi
L'augment de la popularitat del sistema operatiu Microsoft Windows va anar acompanyat del full de càlcul Excel, que de forma gradual va anar superant en vendes el Lotus 1-2-3. Lotus Software va endarrerir la introducció del full de càlcul a l'entorn de Microsoft perquè va prioritzar el sistema IBM OS/2. Encara que ja s'havia preparat una versió per Windows, el projecte va fracassar.
El Lotus Symphony havia de ser el substitut de l'1-2-3; era una aplicació destinada a la integrated software. Incloïa diferents programes en un, entre els quals, l'1-2-3. Tampoc va tenir èxit. La migració a Windows de la 1-2-3 va ser a través de la Lotus SmartSuite. La versió 9 de la suite de Lotus 1-2-3 ja havia adquirit totes les capacitats que el full de càlcul Excel oferia, però ja fou massa tard.